# Burnaby Centre (circonscription britanno-colombienne)
Pour les articles homonymes, voir Burnaby (homonymie).
Circonscription électorale provinciale du Canada
Burnaby Centre est une circonscription provinciale de la Colombie-Britannique représentée à l'Assemblée législative de la Colombie-Britannique depuis 2024.

## Géographie
En 2024, la circonscription représente la moitié centre-ouest de la ville de Burnaby entre la route transcanadienne (Route 1) au nord et Kingsway (en) au sud. Elle comprend l'Institut de technologie de la Colombie-Britannique, ainsi que les quartiers de Marlborough (en) et Douglas-Gilpin.

## Liste des députés
| Législature                                                                                                   | Années | Député | Député | Parti |
| Burnaby Centre Circonscription issue de Burnaby-Deer Lake, Burnaby North, Burnaby-Lougheed et Burnaby-Edmonds | Burnaby Centre Circonscription issue de Burnaby-Deer Lake, Burnaby North, Burnaby-Lougheed et Burnaby-Edmonds | Burnaby Centre Circonscription issue de Burnaby-Deer Lake, Burnaby North, Burnaby-Lougheed et Burnaby-Edmonds | Burnaby Centre Circonscription issue de Burnaby-Deer Lake, Burnaby North, Burnaby-Lougheed et Burnaby-Edmonds | Burnaby Centre Circonscription issue de Burnaby-Deer Lake, Burnaby North, Burnaby-Lougheed et Burnaby-Edmonds |
| --- | --- | --- | --- | --- |
| 43e | 2024–en cours                                                                                                 | | Anne Kang (en)                                                                                                | Néo-démocrate                                                                                                 |